# Daniel Lecourtois
Daniel Lecourtois, né le 25 janvier 1902 dans le 16e arrondissement de Paris et mort le 16 janvier 1985 à Challex dans l'Ain, est un acteur français.

## Biographie
Daniel Lecourtois fut, durant une vingtaine d'années, pensionnaire de la Comédie-Française. Il fut professeur à l'École nationale supérieure des arts et techniques du théâtre, dite « l'école de la rue Blanche » jusqu'en 1972. Il avait épousé Suzanne Lichtenstein (1903-1995).

## Filmographie

### Cinéma
- 1928 : Maldone de Jean Grémillon - Un danseur
- 1931 : Monsieur le maréchal de Carl Lamac - Le lieutenant Tradivot
- 1931 : Échec et mat de Roger Goupillières - Robert Manoy
- 1931 : La Fortune de Jean Hémard - Badoureau / Studel
- 1931 : Ma tante d'Honfleur de André Gillois - Adolphe
- 1931 : Mondanités de Jean Hémard - court métrage -
- 1932 : La Belle Aventure de Reinhold Schünzel et Roger Le Bon - André, le fils
- 1932 : Une jeune fille et un million de Fred Ellis et Max Neufeld - Jacques
- 1933 : L'Agonie des aigles de Roger Richebé - Le jeune aristocrate
- 1933 : Coralie et Compagnie de Alberto Cavalcanti - Jacques Dufauret
- 1933 : Une rencontre de René Guy-Grand - court métrage -
- 1934 : Madame Bovary de Jean Renoir - Léon Dupuis
- 1934 : Iris perdue et retrouvée de Louis Gasnier - Maxime de Persani
- 1934 : La Chanson de l'adieu de Géza von Bolváry et Albert Valentin - Franz Liszt
- 1934 : Votre sourire de Monty Banks et Pierre Caron - M. Martin
- 1935 : Le Domino vert de Herbert Selpin et Henri Decoin - Naulin
- 1936 : Les Demi-vierges de Pierre Caron - Maxime Chantel
- 1936 : La Garçonne de Jean de Limur
- 1937 : L'Appel de la vie de Georges Neveux - Le docteur Lenoir
- 1937 : Les Filles du Rhône de Jean-Paul Paulin
- 1938 : La Cité des lumières de Jean de Limur
- 1938 : La Vénus de l'or de Charles Méré et Jean Delannoy - André de Saint-Guillon
- 1939 : Sans lendemain de Max Ophüls - Armand
- 1946 : Rendez-vous à Paris de Gilles Grangier - le commissaire du bord
- 1946 : Rêves d'amour de Christian Stengel - Ronchaud
- 1949 : L'Homme qui revient de loin de Jean Castanier - Le docteur Moutier
- 1950 : Souvenirs perdus de Christian-Jaque, dans le sketch : Une couronne mortuaire - Le directeur de l'hôtel
- 1950 : L'Homme de la Jamaïque de Maurice de Canonge - le docteur Marc Hackart
- 1951 : La Vérité sur Bébé Donge d'Henri Decoin - Georges Donge
- 1952 : Adorables Créatures de Christian-Jaque - Jacques Bertin
- 1952 : La Loterie du bonheur de Jean Gehret
- 1953 : Alerte au Sud de Jean Devaivre - Le commandant
- 1953 : Gamin de Paris de Georges Jaffé - Georges Salvin
- 1958 : Les Grandes Familles de Denys de La Patellière - Canet
- 1960 : L'Ours de Edmond Séchan - Le directeur du jardin zoologique
- 1960 : 21 rue Blanche à Paris de Quinto Albicocco et Claude-Yvon Leduc - court métrage -
- 1962 : Les Bonnes Causes de Christian-Jaque - Un avocat
- 1963 : Le Train de John Frankenheimer - Un prêtre
- 1964 : Comment épouser un premier ministre de Michel Boisrond
- 1969 : Elle boit pas, elle fume pas, elle drague pas, mais... elle cause ! de Michel Audiard - Brimeux
- 1970 : Juste avant la nuit de Claude Chabrol - Dorfmann
- 1970 : La Rupture de Claude Chabrol
- 1972 : Les Noces rouges de Claude Chabrol - Le préfet
- 1972 : Docteur Popaul de Claude Chabrol - Le professeur Dupont
- 1973 : Nada de Claude Chabrol
- 1974 : Vincent, François, Paul et les autres de Claude Sautet - Georges
- 1974 : Verdict d'André Cayatte - Le procureur général
- 1974 : Stavisky d'Alain Resnais - Le président de la commission d'enquête
- 1978 : Judith Therpauve de Patrice Chéreau - Desfraizeaux
- 1980 : Les Charlots contre Dracula de Jean-Pierre Desagnat

### Télévision
- 1959 et 1969 : En votre âme et conscience série télévisée :
  - 1969 : épisode 60 : L'affaire Fieschi
  - 1958 : épisode 22 : L'affaire Schwartzbard
  - 1957 : épisode 17 : Le testament du duc de Bourbon
  - 1956 : épisode 10 : Le serrurier de Sannois de Claude Barma
- 1962 et 1973 : Les Cinq Dernières Minutes série télévisée :
  - 1962 : épisode 23 : L’Épingle du jeu de Claude Loursais - Le duc de Sireuil
  - 1973 : épisode 56 : Un gros pépin dans le chasselas de Claude-Jean Bonnardot - Albin
- 1974 : Histoires insolites : Nul n'est parfait de Claude Chabrol
- 1976 : De Grey de Claude Chabrol d'après Henry James
- 1966 à 1974 : Au théâtre ce soir au Théâtre Marigny : 
  - 1966 : Les Pigeons de Venise d'Albert Husson, mise en scène Jacques Mauclair, réalisation Pierre Sabbagh - Henri
  - 1967 : Monsieur Le Trouhadec saisi par la débauche de Jules Romains, mise en scène Robert Manuel, réalisation Pierre Sabbagh - Trestaillon
  - 1969 : La mariée est trop belle de Michel Duran, mise en scène Jacques Mauclair, réalisation Pierre Sabbagh - Le docteur Villemont
  - 1971 : Joyeuse Pomme de Jack Pulman, mise en scène Jacques Rosny, réalisation Pierre Sabbagh - Forestier
  - 1974 : Il y a longtemps que je t'aime de Jacques Deval, mise en scène Raymond Gérôme, réalisation Georges Folgoas - Le capitaine Bouin
  - 1974 : La Ligne de chance d'Albert Husson, mise en scène Jacques Ardouin, réalisation Georges Folgoas - Le ministre
- 1977 : Commissaire Moulin - épisode 8 : Cent mille soleils de Claude-Jean Bonnardot -  M. de la Sablière

## Théâtre
- 1928 : Volpone de Jules Romains, mise en scène Charles Dullin, Théâtre de l'Atelier
- 1932 : Amitié de Michel Mourguet, mise en scène Raymond Rouleau, Théâtre des Nouveautés
- 1932 : Trois et une de Denys Amiel, mise en scène Jacques Baumer, Théâtre Saint-Georges
- 1934 : Le mari que j'ai voulu de Louis Verneuil, Théâtre des Mathurins
- 1934 : Rosalinde d'après Comme il vous plaira de William Shakespeare, mise en scène Jacques Copeau, Théâtre de l'Atelier
- 1935 : Le Médecin de son honneur de Pedro Calderón de la Barca, mise en scène Charles Dullin, Théâtre de l'Atelier
- 1935 : Rouge ! d'Henri Duvernois, Théâtre Saint-Georges
- 1935 : La Femme en fleur, de Denys Amiel, première au Théâtre Saint-Georges le 10 décembre 1935, avec Valentine Tessier[2]
- 1943 : Colinette de Marcel Achard, mise en scène Charles Gantillon, Théâtre des Célestins
- 1943 : L'Immortel Saint-Germainchance d'Albert Husson, mise en scène Charles Gantillon, Théâtre des Célestins
- 1945 : Un homme comme les autres d'Armand Salacrou, mise en scène Jean Wall, Théâtre Saint-Georges
- 1945 : Le Soldat et la sorcière d'Armand Salacrou, mise en scène Charles Dullin, avec Pierre Renoir, Sophie Desmarets, Théâtre Sarah-Bernhardt
- 1947 : Le Prince d'Aquitaine de Marcel Thiébaut, mise en scène Pierre Fresnay, avec Sophie Desmarets, Théâtre de la Michodière
- 1947 : La Femme de ta jeunesse de et mise en scène Jacques Deval, Théâtre Antoine
- 1948 : Le Voyage de monsieur Perrichon d'Eugène Labiche et Édouard Martin, mise en scène Jean Meyer, Comédie-Française
- 1949 : Le Prince travesti de Marivaux, mise en scène Jean Debucourt, Comédie-Française
- 1949 : Le Roi de Robert de Flers et Gaston Arman de Caillavet, mise en scène Jacques Charon, Comédie-Française
- 1949 : Jeanne la Folle de François Aman-Jean, mise en scène Jean Meyer, Comédie-Française au Théâtre de l'Odéon
- 1950 : Les Sincères de Marivaux, mise en scène Véra Korène, Comédie-Française
- 1950 : La Double Inconstance de Marivaux, mise en scène Jacques Charon, Comédie-Française
- 1950 : Un conte d'hiver de William Shakespeare, mise en scène Julien Bertheau, Comédie-Française
- 1951 : Les Liaisons dangereuses de Pierre Choderlos de Laclos, mise en scène Marguerite Jamois, Théâtre Montparnasse
- 1952 : Back Street de Michel Dulud, mise en scène Christian Gérard, Théâtre Fontaine, Théâtre des Célestins
- 1953 : Les Amants terribles de Noel Coward, mise en scène Jean Wall, Théâtre du Gymnase
- 1953 : Faites-moi confiance de Michel Duran, mise en scène Jean Meyer, Théâtre du Gymnase
- 1956 : Lorsque l'enfant paraît d’André Roussin, mise en scène Louis Ducreux, Théâtre des Célestins
- 1960: Le Cardinal d'Espagne d'Henry de Montherlant, mise en scène Jean Mercure, Comédie-Française
- 1962: Un fil à la patte de Georges Feydeau, mise en scène Jacques Charon, Comédie-Française
- 1962: La Troupe du Roy, Hommage à Molière, mise en scène Paul-Émile Deiber
- 1963 : La Foire aux sentiments de Roger Ferdinand, mise en scène Raymond Gérôme, Comédie-Française
- 1964: Cyrano de Bergerac d'Edmond Rostand, mise en scène Jacques Charon, Comédie-Française
- 1964 : Donogoo de Jules Romains, mise en scène Jean Meyer, Comédie-Française
- 1965 : La Rabouilleuse d'Émile Fabre d'après Honoré de Balzac, mise en scène Paul-Émile Deiber, Comédie-Française
- 1966 : Le Mariage de Kretchinsky d'Alexandre Soukhovo-Kobyline, mise en scène Nicolas Akimov, Comédie-Française
- 1967: Cyrano de Bergerac d'Edmond Rostand, mise en scène Jacques Charon, Comédie-Française
- 1967 : L'Émigré de Brisbane de Georges Schéhadé, mise en scène Jacques Mauclair, Comédie-Française
- 1968 : Chacun sa vérité de Luigi Pirandello, mise en scène Jean Meyer, Théâtre des Célestins
- 1969 : Échec et meurtre de Robert Lamoureux, mise en scène Jean Piat, Théâtre des Ambassadeurs
- 1970 : Cyrano de Bergerac d'Edmond Rostand, Théâtre des Célestins (Lyon) avec Jean Marais
- 1971 : Joyeuse Pomme de Jack Pulman, mise scène Jacques Rosny, Théâtre des Célestins
- 1971 : Dumas le magnifique d'Alain Decaux, mise en scène de Julien Bertheau, Théâtre du Palais Royal
- 1973 : Le Paysan parvenu d'Albert Husson d'après Marivaux, mise en scène Jean Meyer, Théâtre des Célestins
- 1973 : Le Jeu de l'amour et du hasard de Marivaux, mise en scène Jean Meyer, Théâtre des Célestins
- 1975 : La guerre de Troie n'aura pas lieu de Jean Giraudoux, mise en scène Jacques Mauclair, Théâtre des Célestins
- 1977 : Topaze de Marcel Pagnol, mise en scène Jean Meyer, Théâtre des Célestins, Théâtre Saint-Georges
- 1978 : Mon père avait raison de Sacha Guitry, mise en scène Jean-Laurent Cochet, Théâtre Hébertot
- 1978 : Topaze de Marcel Pagnol, mise en scène Jean Meyer, Théâtre Saint-Georges